# Clásico de Múnich

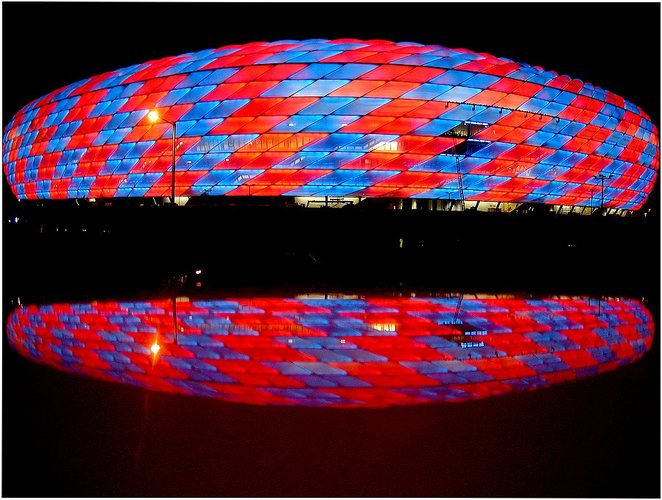
El Allianz Arena iluminado especialmente para recibir el clásico.

El clásico de Múnich (en alemán: Münchner Stadtderby) es el nombre dado a los partidos de fútbol entre el Bayern de Múnich y el TSV 1860 Múnich, los equipos de fútbol más importantes y con mayor rivalidad de Múnich, Alemania. El primer encuentro tuvo lugar en septiembre de 1902, con la victoria del Bayern Múnich. El primer derbi de la era del deporte profesional se jugó en agosto de 1965 y ganó el TSV 1860.
En los primeros años del derbi, el FC Bayern dominaba claramente. A partir de 1916, los derbis se volvieron más equilibrados, con la excepción del periodo 1943-1949, en el que el Bayern ganó por un amplio margen. Desde 1971, el Bayern ha recuperado su dominio, y el TSV 1860 sólo ha ganado siete derbis en todas las competiciones desde entonces. Entre 1902 y 2008, el Bayern ganó 104 de los 204 partidos entre ambos equipos, mientras que el TSV 1860 ganó 49. Tras el descenso del TSV 1860 a la 2. Bundesliga (segunda división), no se ha disputado ningún derbi en la liga desde 2004, y los aficionados se decantan por los rivales de los equipos de reserva de la Regionalliga (tercer y desde 2008 cuarta división).
Los dos clubes comparten estadio desde 1925. Tras jugarse en el Grünwalder Stadion hasta 1972 y en el Estadio Olímpico de Múnich hasta 2005, el derbi se disputa ahora generalmente en el Allianz Arena de Múnich. Los partidos, incluidos los de las reservas, son considerados sensibles por la policía y, por tanto, van acompañadas de importantes medidas de seguridad.

## Origen de la rivalidad
Los dos clubes son opuestos en su identidad. El FC Bayern se convirtió en uno de los clubes más prestigiosos de Alemania en las décadas de 1960 y 1970. El TSV 1860, por su parte, es uno de los clubes más antiguos de Alemania y miembro fundador de la Bundesliga, y cuenta con un gran bagaje histórico. La antigüedad de los enfrentamientos, cuya primera edición se remonta a 1902, aumenta el aura del juego. Además, esta rivalidad es la más antigua de Alemania, incluso más que el Derby de Franconia, otro importante evento del fútbol bávaro.
La emoción en torno al partido también se debe a que en el fútbol alemán hay muy pocos derbis en el sentido estricto de la palabra. Por ejemplo, en la temporada 2015-2016, aunque los dos clubes juegan en divisiones diferentes, ninguna ciudad de la 1. Bundesliga alberga más de un club. Según el experto en fútbol alemán Uli Hesse, el derbi de Múnich es el más "puro" de los derbis alemanes, ya que los dos clubes están situados a menos de dos kilómetros el uno del otro: se trata, por tanto, de un derbi que se ajusta a la definición tradicional de "partido entre dos clubes muy próximos geográficamente", según el Centre National de Ressources Textuelles et Lexicales.
Los dos clubes son opuestos incluso en los contextos de sus respectivas creaciones, al pertenecer a dos movimientos políticos deportivos diferentes. Los primeros equipos de Múnich se dividían en dos categorías: por un lado, las secciones de fútbol de los grandes Turnvereine, clubes polideportivos centrados en la gimnasia, entre los que se encontraba el TSV 1860; por otro lado, un gran número de nuevos clubes centrados exclusivamente en el fútbol, como el FC Bayern. El fútbol, como todos los nuevos deportes de origen británico, fue visto por los nuevos clubes como "una alternativa a las disciplinas 'nacionalistas', 'patrióticas' y a veces antisemitas" practicadas en la Turnvereine durante el siglo XIX, cuya disciplina principal era la gimnasia.
También se ha desarrollado una oposición puramente política entre ambos clubes. La turbulenta historia del TSV 1860 durante el Tercer Reich hace que los grupos neonazis sigan dominando la afición del club, mientras que los ultras del FC Bayern son conocidos por ser más de izquierdas. Sin embargo, los enfrentamientos al margen del derbi son poco frecuentes.
El derbi también cristaliza una oposición social, entre el FC Bayern, un club de la Schikeria, es decir, de la alta sociedad muniquesa, y apodado el Schicki-Micki-Verein; y el TSV 1860, reputado como el club de los obreros y trabajadores, identidad corroborada por la declaración de la periodista Isabella Müller-Reinhardt, que declaró en 2013: "el estilo preppy no va con el [TSV] 1860".

## Historia

### Los primeros años (1902-1933)
El fútbol comenzó a desarrollarse en Múnich a fines del siglo XIX. Originalmente había varios clubes de fútbol en Múnich, ninguno de los cuales podía reclamar la supremacía sobre los demás clubes de la ciudad. Los primeros clubes de fútbol fundados fueron 1. Münchner Fußball-Club 1896 y FC Nordstern 1896 München, ambos fundados en 1896. El TSV 1860 Munich fue fundado en abril de 1899, en contraste, Bayern fue fundado por miembros de un club de gimnasia de Múnich en febrero de 1900 después de que MTV München rechazara unirse a la Asociación de Fútbol del Sur de Alemania. En comparación con el resto del sur de Alemania -Alsacia-Lorena, Baden, Württemberg, Hohenzollern y Hesse-, el fútbol llegó relativamente tarde a Múnich, la mayor ciudad de la región. Los primeros equipos muniqueses se dividían en dos categorías: por un lado, las secciones de fútbol de los grandes Turnvereine, clubes polideportivos centrados en la gimnasia, como el Turnverein vom Jahre 1860 (TV 1860) y el Männer-Turn-Verein von 1879 (MTV 1879); y por otro lado, un gran número de nuevos clubes centrados únicamente en el fútbol, como el FC Nordstern, el FC Bayern y el FC Wacker.
En marzo de 1900, el FC Bayern jugó su primer partido contra 1. Münchner FC 1896, al cual el Bayern le ganó 5-2 en marzo de 1900, luego derrotaría al FC Nordstern München con un resultado de 15-0, que sigue siendo una de sus mayores victorias hoy en día. El 27 de julio de 1902, TSV 1860 jugó su primer partido oficial contra 1. Münchner Fußball-Club 1896. El partido se perdió 4-2. A partir de 1903, el FC Bayern se estableció como el club más atractivo y eficiente de Múnich, y ganó la mayoría de los trofeos locales, especialmente la Copa de Múnich.
El primer partido entre los dos equipos tuvo lugar el 21 de septiembre de 1902 en el estadio Clemensstraße, en el distrito de Schwabing de Múnich, donde Bayern ganó 3-0. El 1 de noviembre de 1903, el "partido de vuelta" terminó a favor de TSV 1860, donde ganó 2-0.
En los siguientes años, el Bayern ganó principalmente los derbis.
Durante sus primeros años, el FC Bayern otorgó mucha más importancia a los partidos disputados contra el MTV 1879 que contra el TSV 1860. De hecho, el FC Bayern nació de una separación de MTV 1879 y este último todavía se consideraba el club deportivo más importante en Múnich en ese momento. A partir de 1905, los partidos más importantes fueron aquellos entre el FC Bayern y Karlsruher SC, un club que luego dominó el fútbol en el sur de Alemania.
A partir de la década de 1920, el TSV 1860 estuvo a la par con el FC Bayern, y los derbis fueron bastante equilibrados. Además, fue durante este período que el "mito del derbi" comenzó a desarrollarse en torno a la confrontación entre los dos equipos, que compiten por la cima de la tabla en la liga y se encuentran entre los mejores equipos en Alemania. En 1922, con trece victorias y una derrota, los dos clubes están empatados cima de su grupo. Para saber qué club puede jugar la final contra el FC Wacker (ganador del otro grupo), se organiza un partido de desempate donde TSV 1860 gana 1-0 a su rival. Sin embargo, la final fue ganada por el FC Wacker, quien retuvo su título de campeón. En 1922-1923, la Kreisliga fue nuevamente dominada por los tres clubes principales de Múnich: el FC Bayern fue el ganador del grupo, el TSV 1860 fue segundo y el FC Wacker tercero. Los derbis entre los tres clubes de Múnich son puntos fuertes en el campeonato entre "oponentes espectaculares".
A principios de la década de 1930, ambos clubes lograron sus primeros éxitos a nivel nacional: los leones (TSV 1860 Munich) llegaron a la final del campeonato alemán en 1931 (que perdieron ante el Hertha BSC), y un año después el FC Bayern proclamaría campeón frente al Eintracht Frankfurt. En la celebración por la victoria en el Löwenbräukeller en Múnich, en uno de los discursos se dijo: "El FC Bayern logró este año lo que se pensaba que era el caso el año pasado para el 1860".

### El período nazi (1933-1945)
La toma del poder por parte del Partido Nacionalsocialista tuvo un impacto en ambos clubes de Múnich: los miembros judíos tuvieron que abandonar los clubes, lo que golpeó particularmente más al FC Bayern. El caso más destacado fue el antiguo presidente Kurt Landauer, quien tuvo que renunciar en marzo de 1933. Aunque los bávaros anunciaron en abril de 1933 en la Declaración de Stuttgart, junto con otros 13 clubes de fútbol del sur de Alemania, la exclusión de todos los miembros judíos, en 1935 implementaron un párrafo ario en los estatutos del club donde fue visto como un "club judío". Los leones de Múnich, por otro lado, mostraron una clara afinidad por el fortalecimiento del nacionalsocialismo antes de 1933 e implementaron el Führerprinzip en una asamblea general del club de gimnasia en septiembre de 1933. Por lo tanto, a partir de 1933, la política se agregó muy claramente a la dimensión puramente deportiva de la rivalidad, convirtiéndo los dos clubes abiertamente antitéticos. Mediante buenas relaciones con el NSDAP, la asociación pudo salvarse de la bancarrota en la década de 1930.
Las direcciones opuestas tomadas por los dos clubes pueden explicarse por el hecho de que el TSV 1860, un club deportivo por naturaleza, tenía una gran sección de gimnasia, miembro de la Deutsche Turnerschaft, una asociación que reúne a todos los clubes de este tipo a nivel nacional. Este último estuvo muy involucrado en la máquina de propaganda nazi, lo que facilitó la nazificación del club en su conjunto. Por el contrario, el FC Bayern era un club centrado principalmente en el fútbol, y cuyos líderes y miembros eran "más jóvenes, más modernos y más progresistas". Además, el FC Bayern era parte de un entorno más burgués que el TSV 1860, y por lo tanto estuvo menos afectado por la Gran Depresión de la década de 1930, cuya principal consecuencia fue la llegada de Adolf Hitler al poder en Alemania.
El estallido del conflicto mundial causó grandes interrupciones en la organización del fútbol en Alemania y Baviera. Por lo tanto, al comienzo de la Segunda Guerra Mundial, debido a los alistamientos masivos en el ejército alemán, se hizo cada vez más difícil formar equipos de reserva. Por lo tanto, para hacer frente a la escasez de jugadores, el TSV 1860 y el FC Bayern se unieron para fusionar algunos de sus equipos de forma temporal.
En el recién formado Gauliga Bayern, el TSV 1860 fue el club más exitoso, ganando la Copa de Alemania en 1942, su primer trofeo de alcance nacional, que le permitió salir de la sombra del FC Bayern y un año después llegaron a los cuartos de final de los playoffs nacionales en 1943.

### Creciente rivalidad (1945-1963)
Después de que terminara la Segunda Guerra Mundial, el Grünwalder Stadion fue completamente destruido por los bombardeos. En aplicación de los acuerdos de Yalta, Baviera se integró en la zona de ocupación estadounidense, excepto el Palatinado y el distrito de Lindau, por lo que el gobierno militar de EE. UU. fue responsable de restaurar las operaciones de juego. El derbi amistoso programado para el 22 de julio de 1945, no estaba autorizado por las autoridades estadounidenses, pero finalmente se pudo celebrar el enfrentamiento una semana después. El primer partido de la posguerra fue un empate 2-2.
Como en ese momento no se permitía jugar un campeonato nacional, se fundó en 1945 la Oberliga Süd en zona de ocupación estadounidense como la primera liga de fútbol en Alemania. Desde que otros clubes de Múnich como el FC Wacker München disminuyeran en importancia, la rivalidad de los dos clubes de Múnich restantes aumentó. Sin embargo, los éxitos se mantuvieron participaciones modestas, como los descensos del TSV 1860 en las temporadas 1952-1953 y 1955-1956 y el de FC Bayern en 1954-55. Bayern termina ganando la Copa de Alemania de 1957.

### Lucha por la dominación (1963-1970)
En el período previo a la recién formada Bundesliga, hubo algunos desacuerdos entre los clubes. Aunque el FC Bayern se adelantó a los rivales de la ciudad en el ranking de doce años que fue decisivo para la composición de la nueva liga, se le negó la participación. La Federación Alemana de Fútbol rechazó una solicitud urgente para competir en la liga. Mientras que el TSV 1860 recibió una licencia, el FC Bayern permaneció en el Oberliga Süd, porque a pedido de la DFB, solo un club por ciudad podía participar en la primera temporada de la Bundesliga y el Bayern carecía de un "pasado deportivo".
| Puntos en el ranking de doce años de los candidatos de Oberliga Süd para la Bundesliga | Puntos en el ranking de doce años de los candidatos de Oberliga Süd para la Bundesliga              | Puntos en el ranking de doce años de los candidatos de Oberliga Süd para la Bundesliga |
| -------------------------------------------------------------------------------------- | --------------------------------------------------------------------------------------------------- | -------------------------------------------------------------------------------------- |
| 01.                                                                                    | 1. FC Nürnberg                                                                                      | 447                                                                                    |
| 02.                                                                                    | Eintracht Frankfurt                                                                                 | 420                                                                                    |
| 03.                                                                                    | Karlsruher SC                                                                                       | 419                                                                                    |
| 04.                                                                                    | VfB Stuttgart                                                                                       | 408                                                                                    |
| 05.                                                                                    | Kickers Offenbach                                                                                   | 382                                                                                    |
| 06.                                                                                    | FC Bayern München                                                                                   | 288                                                                                    |
| 07.                                                                                    | TSV 1860 München                                                                                    | 229                                                                                    |
| 08.                                                                                    | VfR Mannheim                                                                                        | 227                                                                                    |
| 09.                                                                                    | SpVgg Fürth                                                                                         | 224                                                                                    |
| 10.                                                                                    | 1. FC Schweinfurt 05                                                                                | 185                                                                                    |
| 11.                                                                                    | FC Bayern Hof                                                                                       | 090                                                                                    |
| 12.                                                                                    | TSV Schwaben Augsburg                                                                               | 061                                                                                    |
| 13.                                                                                    | KSV Hessen Kassel                                                                                   | 036                                                                                    |
|                                                                                        | |                                                                                        |
|                                                                                        | Clasificado para la Bundesliga a través de la clasificación de doce años                            |                                                                                        |
|                                                                                        | Clasificado para la Bundesliga a través del campeonato de la última temporada de Oberliga (1962/63) |                                                                                        |
|                                                                                        | No clasificado para la Bundesliga                                                                   |                                                                                        |

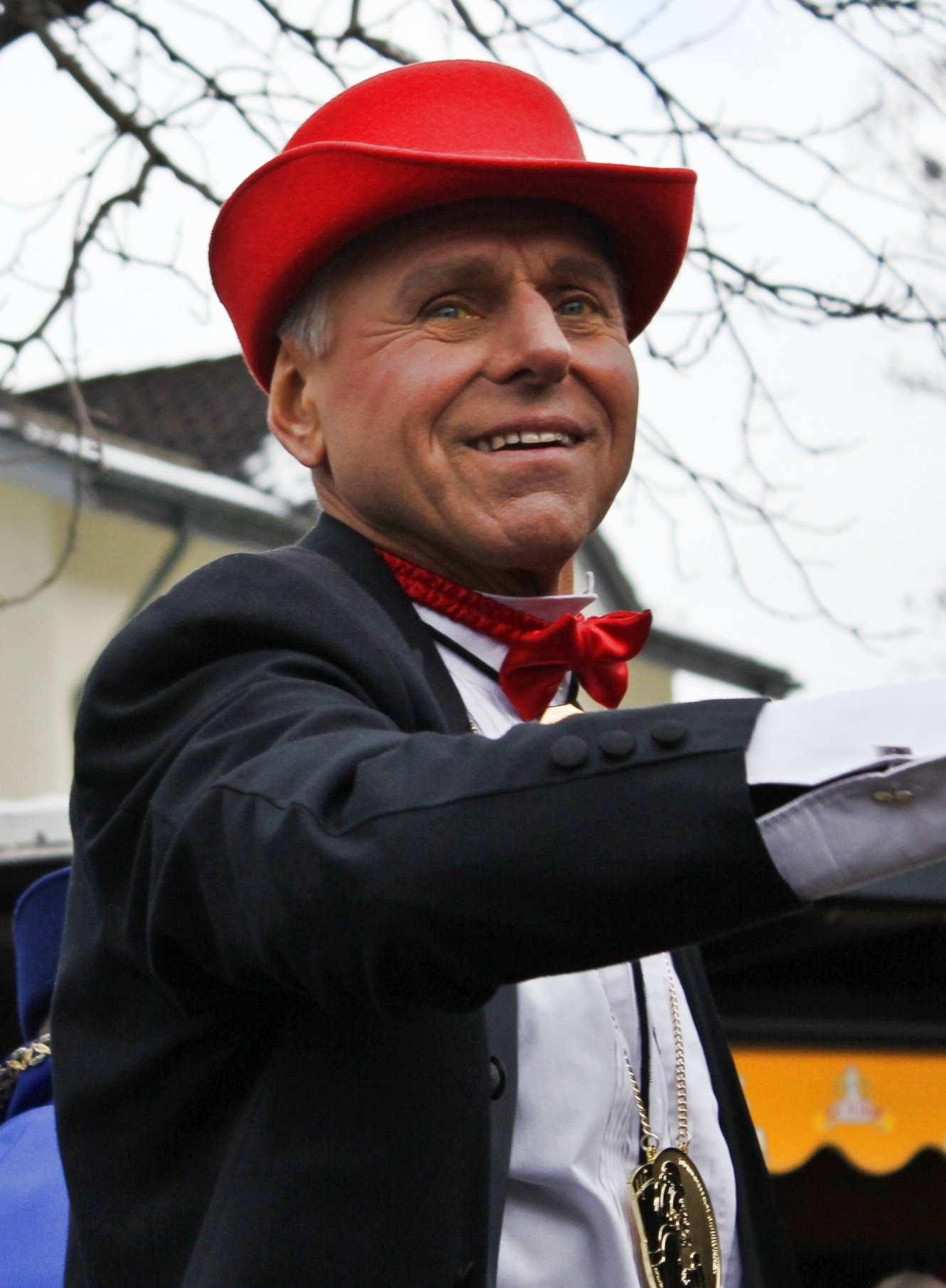
Timo Konietzka primer anotador del derbi por Bundesliga

Así, entre 1963 y 1965, los dos clubes solo compiten en partidos amistosos. La participación de TSV 1860 en la primera temporada de la Bundesliga fortalecería considerablemente la rivalidad entre los dos clubes, sobre todo porque desde este período, ningún otro club de Múnich participaría en el campeonato profesional.
En 1964, había un joven jugador que hacía muy buenas actuaciones en TSV Nördlingen. Esto, por supuesto, llamó la atención de los clubes de Múnich. Se trataba del futuro campeón mundial y récord de la Bundesliga, Gerd Müller. Walter Fembeck, director gerente del FC Bayern München, apareció en la casa de los Müller, donde finalmente firmó el contrato con el Bayern.
TSV 1860 ganó la Copa de Alemania en la temporada 1963-64 y alcanzó la final de la Recopa de Europa al año siguiente, donde perdió 0-2 ante el West Ham United. El 14 de agosto de 1965, los dos clubes se encuentran por primera vez en la Bundesliga. TSV 1860 ganó el partido 1-0. Timo Konietzka marcó el único gol del partido a los treinta segundos de juego. El resto del partido se caracterizó por un juego rudo e inusual para ambos equipos, por lo que el entrenador del equipo alemán Helmut Schön, presente en las gradas, se habría ido poco después de la única expulsión del partido, pronunciada en el minuto 86 º contra el jugador del FC Bayern Dieter Danzberg, exclamando "es bueno, he visto lo suficiente". En 1966, Múnich finalmente se convirtió en la metrópolis del fútbol de Alemania: mientras los leones ganaron el campeonato, el Bayern ganó la Copa de Alemania. A partir del año siguiente, la situación cambió: mientras TSV cayó en segundo lugar, el Bayern Múnich salió nuevamente campeón de la Copa de Alemania y ganó su primer título internacional en la final de la Recopa de Europa, derrotando al Rangers F.C. 1-0 en el alargue. El Bayern ganó el primer doble dos años después.

### Los años dorados del Bayern, el declive de 1860 (1970–1994)
Mientras el FC Bayern ganó sus primeros títulos de campeonato profesional alemán, el TSV 1860 comenzó a disminuir lentamente. Así, en contraste con los cuatro títulos ganados por el FC Bayern en 1969, 1971, 1972 y 1973, el TSV 1860 descendió a la Regionalliga (segunda categoría, que se convirtió en 1974 en 2. Bundesliga) en 1970.
Después de que el TSV 1860 descendiera a la segunda categoría, el poder pasó a ser completamente del Bayern. Los años de gloria del FC Bayern comenzaron con la finalización del Olympiastadion. Tres campeonatos alemanes ( 1972 - 1974 ) seguidos de tres victoriosas campañas europeas ( 1974 - 1976 ) marcaron el período más exitoso en la historia del Bayern. El Bayern Munich finalmente pudo establecerse en la cima de la Bundesliga en la década de 1970, mientras que 1860 se convirtió en un equipo ascensor. Sin embargo, a fines de la década de 1970, el éxito en el FC Bayern también mostró una tendencia a la baja. El 12º lugar en la temporada 1977/78 fue la peor posición para el FCB en la Bundesliga. Esa temporada, el TSV 1860 pudo ganar un derby por última vez en muchos años, pero aun así descendió a la 2.ª categoría. En 1982, después de que la licencia fue retirada en el verano, el TSV 1860 tuvo que bajar a la tercera categoría.
El descenso forzado del TSV 1860 a la Bayernliga tuvo graves consecuencias para el club: el equipo tuvo que ser reemplazado casi por completo y hasta 1991 el club a menudo se perdió la promoción a la 2.ª Bundesliga. Bayern, sin embargo, encontró el camino del éxito, con cinco campeonatos en seis años y dos participaciones en la final de la Copa de Campeones de Europa (1982 y 1987) donde perdió ambas. Durante este tiempo, ambos equipos solo jugaron entre sí en amistosos, debido al desarrollo deportivo significativamente diferente. Sin embargo, en los años de los leones en la Bayernliga, hubo derbis regulares contra los aficionados del FC Bayern, en los que el azul generalmente tenía la ventaja. Otro derbi tuvo lugar en 1982 en la segunda ronda de la Copa de Alemania, que TSV 1860 ganó 1-0.

### Regreso de la Bundesliga de 1860 (1994–2004)
Después de trece años en 2. Bundesliga (3 temporadas) y en la Bayernliga (11 temporadas), el TSV 1860 terminó tercero en la temporada 1993-1994 de 2. Bundesliga y regresó a la máxima categoría. En ese mismo año, el FC Bayern celebró su 13 ° campeonato.
El primer encuentro fue el 21 de septiembre de 1994. El partido fue "duro como el hueso", donde está marcada por tres expulsiones: Christian Nerlinger (FC Bayern) a los 35 minutos y Manfred Schwabl y Bernhard Winkler (TSV 1860). Finalmente el FC Bayern ganaría 3-1. En ese momento, los derbis estaban bastante desequilibrados entre el campeón FC Bayern de cinco ligas (entre 1995 y 2004) y el TSV 1860 jugando más regularmente en la mitad de la tabla. Además, en la década de 1990, el derbi de Múnich perdió importancia para los fanáticos de ambos lados. El exjugador del FC Bayern Hans-Georg Schwarzenbeck le dijo al periódico Süddeutsche Zeitung: “En las semanas previas al derbi, la fiebre comenzó a aumentar. ¿Quién jugará? ¿no jugará? Hoy, casi se ha convertido en un partido de la Bundesliga como cualquier otro". La primera victoria de TSV 1860 en el derbi después de 22 años, fue lograda en noviembre de 1999 al ganar 1-0 en el "último derbi del milenio". El presidente de TSV 1860, Karl-Heinz Wildmoser, dijo que "el FC Bayern ahora sabe que con una quinta parte de su presupuesto, también puede jugar muy buen fútbol". La vuelta también fue ganada por el TSV 1860 2-1 (por un gol en contra de Jens Jeremies) en abril del 2000. Por primera vez desde la fundación de la Bundesliga, el TSV 1860 logra la hazaña de ganar los dos derbis de la temporada. Al final de esta temporada 1999-2000, el FC Bayern terminó campeón y el TSV 1860 cuarto. Con el cuarto lugar en la parte final, TSV 1860 alcanzó la clasificación para la Liga de Campeones por primera vez, pero fue eliminado contra el Leeds United. El Bayern recuperó su papel de liderazgo nuevamente con algunas victorias muy altas (5–1 en 2001 y 5–0 en 2003 ). En junio de ese año, debido a la aplicación exitosa de la federación alemana de fútbol para la Copa Mundial de la FIFA 2006 en junio de 2000, ambos clubes acordaron la idea de compartir el terreno en un nuevo estadio. Después del éxito en el cambio de milenio, comenzó el descenso gradual del TSV 1860. El 5 en octubre de 2001 selló el despido del veterano entrenador Werner Lorant, mientras el Bayern ganó la Liga de Campeones, la Copa del Mundo y el tercer campeonato consecutivo ese año.
En la temporada 2002-2003, el derbi del 10 de septiembre de 2002 tiene la particularidad de caer casi cien años después del primer derbi, (el 21 de septiembre de 1902). Así, en las gradas, los simpatizantes organizan una coreografía especial para este aniversario. En 2004, el TSV 1860 vuelve a la 2. Bundesliga.

### Juntos en el Allianz Arena (2005-2017)
En 2005 ambos clubes se mudaron al recién construido Allianz Arena. TSV 1860 ganó el primer derby en ese estadio por 1-0 el 2 de junio de 2005. Esto fue seguido por otros dos partidos amistosos, incluido el partido de despedida de Giovane Élber, en el que el TSV 1860 permaneció invicto. Debido a problemas financieros, el TSV 1860 Munich se vio obligado en abril de 2006 a vender su participación en la compañía del estadio al FC Bayern. Esto convirtió al FC Bayern en el único propietario. El primer y único juego competitivo en el Allianz Arena tuvo lugar en febrero de 2008 en los cuartos de final de la Copa de Alemania, que el Bayern ganó 1-0 en el tiempo extra. Un día antes, los fanáticos desconocidos del Bayern habían pintado partes de la curva oeste del estadio Grünwald en rojo y blanco, los colores del club del FC Bayern.

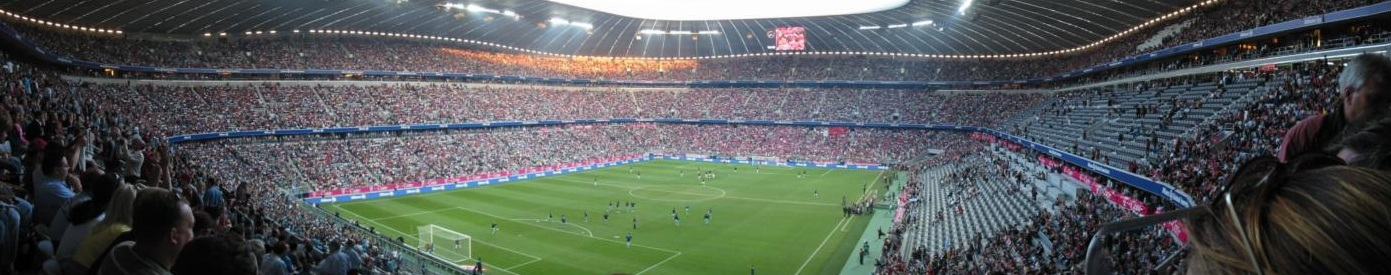
Dentro del Allianz Arena durante un partido entre el Bayern Munich y 1860 Munich, 10 de junio de 2005

Ambos clubes se han desarrollado de manera muy diferente desde que se mudaron al Allianz Arena. Si bien el TSV 1860 logró calificaciones de audiencia entre 28,000 y 41,000 en los primeros años, más tarde se estabilizó en poco más de 20,000. A pesar de las inversiones del empresario jordano Hasan Ismaik, los leones permanecieron en la segunda categoría y enfrentaron graves riesgos de descenso en 2015 y 2016. El 2 de junio de 2017, se anunció que 1860 no pudo obtener una licencia de 3. Liga para la temporada 2017-18 como resultado de la falta de voluntad del inversor Hassan Ismaik para pagar las tarifas necesarias. Como resultado, el club fue relegado al Bayern de Regionalliga para la temporada 2017-18. Después de estos eventos, lo que significaba que el Bayern de Múnich compartiría el terreno con el ahora aficionado estado 1860, el 12 de julio de 2017, el Bayern de Múnich anunció que el acuerdo de compartir el terreno con 1860 había llegado a su fin.
Varias soluciones a la situación insatisfactoria del estadio ya han sido elaboradas por parte del TSV, entre otras, en marzo de 2009 por un "Proyecto Group Stadium Future", que habló unánimemente a favor de un regreso a un estadio Grünwald ampliado con una capacidad de 30,000 a 35,000 espectadores, sin embargo fue rechazado. A principios de 2016, Ismaik anunció un nuevo edificio en Riem cerca de la ciudad ferial, que debería tener al menos 52,000 asientos. La ciudad de Múnich rechazó estos planes en marzo de 2017.
Por otro lado, FC Bayern llegó a la final de la Champions League en 2010 y 2013, donde perdió una y ganó la otra. Llegó a las semifinales en las temporadas 2011/12 a 2015/16. El título le ganó al Borussia Dortmund en 2013 y la Copa Mundial de clubes. Cinco años después, el club celebró seis campeonatos alemanes seguidos, y la Copa de Alemania también se ganó varias veces.

### El regreso de 1860 a Grünwalder Stadion (2017–)
Desde el descenso del TSV 1860 en 2. Bundesliga, en 2004, los dos primeros equipos solo se enfrentan en derbis amistosos, que siguen siendo partidos muy atractivos para los espectadores debido a la rivalidad entre los dos clubes, a pesar de la ausencia de estaca deportiva.
En la temporada 2017/18 se vieron duelos entre el primer equipo del TSV 1860 y los aficionados del FC Bayern por primera vez desde 1993. El 12 de julio de 2017 se informó que el contrato de alquiler de TSV 1860 Munich, que originalmente se ejecutó hasta 2025, se canceló con Allianz Arena Stadion GmbH. Después de 23 años, los leones regresaron permanentemente al estadio Grünwald, que muchos fanáticos consideraron como su hogar. El 22 de octubre de 2017, el segundo equipo del FC Bayern ganó el derbi contra la primera selección de TSV 1860 1-0. Ambos juegos se transmitieron en vivo por la televisión BR y alcanzaron un máximo de 780,000 espectadores.
En el verano de 2018, el FC Bayern rediseñó el interior como el único usuario del Allianz Arena. Al mismo tiempo, el TSV 1860 aprobó una ampliación de la capacidad del estadio Grünwald a 15,000 asientos por parte del ayuntamiento.

## Partidos
Anteriormente hubo un total de 204 partidos entre los dos clubes, en los que el Bayern de Múnich ganó 104 veces y 50 el 1860 Múnich. 50 partidos fueron un empate.
La siguiente lista es incompleta. Desde la Segunda Guerra Mundial, los archivos del TSV 1860 fueron destruidos en su mayoría y los partidos tras la guerra fueron casi exclusivamente ganados por el Bayern. Sin embargo, hay evidencia en los periódicos y revistas de otros partidos como un 8-0 favorable al 1860 Múnich el 22 de diciembre de 1918 o un 3-3 en carnaval de 1938. oder ein 3:3 im Fasching 1938.
| N.º | Local | Fecha                       | Estadio                  | Resultado | Competición                 | Asistencia |
| --- | ----- | --------------------------- | ------------------------ | --------- | --------------------------- | ---------- |
| 1   |       | 21 de septiembre de 1902    | Sportplatz Clemensstraße | 3–0       | Münchner Stadtmeisterschaft |            |
| 2   |       | 1 de noviembre de 1903      | Schyrenwiese             | 2–0       | Münchner Stadtmeisterschaft |            |
| ¿?  |       | 22 de diciembre de 1918     | Grünwalder Stadion       | 8–0       | Desconocido                 |            |
| ¿?  |       | noviembre o febrero de 1938 | Grünwalder Stadion       | 3–3       | Desconocido                 |            |
| 133 |       | 12 de abril de 1959         | Grünwalder Stadion       | 0–0       | DFB-Pokal                   | 20,000     |
| 134 |       | 22 de abril de 1959         | Grünwalder Stadion       | 0–0       | DFB-Pokal                   | 17,000     |
| 135 |       | 27 de septiembre de 1959    | Grünwalder Stadion       | 4–6       | Oberliga Süd                | 32,000     |
| 136 |       | 18 de abril de 1960         | Grünwalder Stadion       | 1–3       | Oberliga Süd                | 15,000     |
| 137 |       | 18 de abril de 1960         | Grünwalder Stadion       | 4–1       | Amistoso                    | 15,000     |
| 138 |       | 18 de septiembre de 1960    | Grünwalder Stadion       | 0–0       | Oberliga Süd                | 28,000     |
| 139 |       | 29 de enero de 1961         | Grünwalder Stadion       | 6–2       | Oberliga Süd                | 25,000     |
| 140 |       | 10 de septiembre de 1961    | Grünwalder Stadion       | 0–4       | Oberliga Süd                | 28,000     |
| 141 |       | 28 de enero de 1962         | Grünwalder Stadion       | 2–3       | Oberliga Süd                | 35,000     |
| 142 |       | 8 de mayo de 1962           | Grünwalder Stadion       | 1–3       | Amistoso                    |            |
| 143 |       | 23 de septiembre de 1962    | Grünwalder Stadion       | 3–1       | Oberliga Süd                | 45,000     |
| 144 |       | 3 de febrero de 1963        | Grünwalder Stadion       | 3–1       | Oberliga Süd                | 38,000     |
| 145 |       | 25 de septiembre de 1963    | Grünwalder Stadion       | 3–2       | Amistoso                    | 7,000      |
| 146 |       | 5 de agosto de 1964         | Grünwalder Stadion       | 4–2       | Amistoso                    |            |
| 148 |       | 14 de agosto de 1965        | Grünwalder Stadion       | 1–0       | Bundesliga                  | 44,000     |
| 148 |       | 14 de enero de 1966         | Grünwalder Stadion       | 3–0       | Bundesliga                  | 40,000     |
| 149 |       | 15 de octubre de 1966       | Grünwalder Stadion       | 3–0       | Bundesliga                  | 44,000     |
| 150 |       | 18 de marzo de 1967         | Grünwalder Stadion       | 1–0       | Bundesliga                  | 44,000     |
| 151 |       | 1 de abril de 1967          | Grünwalder Stadion       | 3–1       | DFB-Pokal                   | 42,000     |
| 152 |       | 28 de octubre de 1967       | Grünwalder Stadion       | 2–2       | Bundesliga                  | 44,000     |
| 153 |       | 30 de marzo de 1968         | Grünwalder Stadion       | 3–2       | Bundesliga                  | 44,000     |
| 154 |       | 24 de agosto de 1968        | Grünwalder Stadion       | 0–3       | Bundesliga                  | 44,000     |
| 155 |       | 18 de enero de 1969         | Grünwalder Stadion       | 0–2       | Bundesliga                  | 38,000     |
| 156 |       | 18 de octubre de 1969       | Grünwalder Stadion       | 2–0       | Bundesliga                  | 40,500     |
| 157 |       | 7 de marzo de 1970          | Grünwalder Stadion       | 2–1       | Bundesliga                  | 44,000     |
| 158 |       | 6 de agosto de 1971         | Grünwalder Stadion       | 1–7       | Amistoso                    | 36,000     |
| 159 |       | 3 de agosto de 1972         | Olympiastadion           | 1–3       | Ligapokal                   | 79,000     |
| 160 |       | 23 de agosto de 1972        | Grünwalder Stadion       | 5–3       | Ligapokal                   | 23,000     |
| 161 |       | 25 de julio de 1973         | Olympiastadion           | 3–0       | Amistoso                    | 46,000     |
| 162 |       | 25 de julio de 1975         | Olympiastadion           | 3–0       | Amistoso                    | 57,000     |
| 163 |       | 3 de agosto de 1976         | Olympiastadion           | 1–0       | Amistoso                    | 40,000     |
| 164 |       | 27 de julio de 1977         | Olympiastadion           | 2–1       | Amistoso                    | 67,000     |
| 165 |       | 12 de noviembre de 1977     | Olympiastadion           | 1–3       | Bundesliga                  | 77,000     |
| 166 |       | 8 de abril de 1978          | Olympiastadion           | 1–1       | Bundesliga                  | 60,300     |
| 167 |       | 19 de julio de 1978         | Olympiastadion           | 2–2       | Amistoso                    | 48,000     |
| 168 |       | 27 de marzo de 1979         | Grünwalder Stadion       | 1–1       | Amistoso                    | 26,000     |
| 169 |       | 25 de julio de 1979         | Olympiastadion           | 3–0       | Amistoso                    | 68,000     |
| 170 |       | 17 de noviembre de 1979     | Olympiastadion           | 1–2       | Bundesliga                  | 78,000     |
| 171 |       | 10 de mayo de 1980          | Olympiastadion           | 6–1       | Bundesliga                  | 77,500     |
| 172 |       | 22 de julio de 1980         | Olympiastadion           | 2–3       | Amistoso                    | 35,000     |
| 173 |       | 14 de octubre de 1980       | Olympiastadion           | 1–3       | Bundesliga                  | 53,000     |
| 174 |       | 28 de marzo de 1981         | Olympiastadion           | 1–1       | Bundesliga                  | 63,000     |
| 175 |       | 23 de julio de 1981         | Olympiastadion           | 1–1       | Amistoso                    | 25,000     |
| 176 |       | 9 de agosto de 1983         | Olympiastadion           | 5–0       | Amistoso                    | 17,000     |
| 177 |       | 30 de septiembre de 1984    | Grünwalder Stadion       | 1–5       | Amistoso                    | 3,500      |
| 178 |       | 16 de julio de 1991         | Olympiastadion           | 0–0       | Amistoso                    | 40,000     |
| 179 |       | 6 de abril de 1992          | Grünwalder Stadion       | 1–4       | Amistoso                    | 7,000      |
| 180 |       | 21 de septiembre de 1994    | Olympiastadion           | 1–3       | Bundesliga                  | 64,000     |
| 181 |       | 25 de marzo de 1995         | Olympiastadion           | 1–0       | Bundesliga                  | 63,000     |
| 182 |       | 2 de septiembre de 1995     | Olympiastadion           | 0–2       | Bundesliga                  | 70,800     |
| 183 |       | 2 de marzo de 1996          | Olympiastadion           | 4–2       | Bundesliga                  | 69,000     |
| 184 |       | 1 de noviembre de 1996      | Olympiastadion           | 1–1       | Bundesliga                  | 69,000     |
| 185 |       | 4 de mayo de 1997           | Olympiastadion           | 3–3       | Bundesliga                  | 69,000     |
| 186 |       | 1 de noviembre de 1997      | Olympiastadion           | 2–2       | Bundesliga                  | 69,900     |
| 187 |       | 11 de abril de 1998         | Olympiastadion           | 3–1       | Bundesliga                  | 69,000     |
| 188 |       | 7 de noviembre de 1998      | Olympiastadion           | 3–1       | Bundesliga                  | 69,000     |
| 189 |       | 25 de abril de 1999         | Olympiastadion           | 1–1       | Bundesliga                  | 69,000     |
| 190 |       | 27 de noviembre de 1999     | Olympiastadion           | 1–0       | Bundesliga                  | 69,000     |
| 191 |       | 15 de abril de 2000         | Olympiastadion           | 1–2       | Bundesliga                  | 69,000     |
| 192 |       | 21 de octubre de 2000       | Olympiastadion           | 3–1       | Bundesliga                  | 69,000     |
| 193 |       | 17 de marzo de 2001         | Olympiastadion           | 0–2       | Bundesliga                  | 69,000     |
| 194 |       | 13 de octubre de 2001       | Olympiastadion           | 1–5       | Bundesliga                  | 69,000     |
| 195 |       | 9 de marzo de 2002          | Olympiastadion           | 2–1       | Bundesliga                  | 68,000     |
| 196 |       | 10 de septiembre de 2002    | Olympiastadion           | 3–1       | Bundesliga                  | 69,000     |
| 197 |       | 15 de febrero de 2003       | Olympiastadion           | 0–5       | Bundesliga                  | 64,000     |
| 198 |       | 22 de noviembre de 2003     | Olympiastadion           | 0–1       | Bundesliga                  | 69,000     |
| 199 |       | 25 de abril de 2004         | Olympiastadion           | 1–0       | Bundesliga                  | 69,000     |
| 200 |       | 19 de julio de 2004         | Olympiastadion           | 1–0       | Amistoso                    | 10,000     |
| 201 |       | 2 de junio de 2005          | Allianz Arena            | 1–0       | Amistoso                    | 64,000     |
| 202 |       | 8 de agosto de 2006         | Allianz Arena            | 0–3       | Amistoso                    | 65,000     |
| 203 |       | 26 de enero de 2008         | Allianz Arena            | 1–1       | Amistoso                    | 66,000     |
| 204 |       | 27 de febrero de 2008       | Allianz Arena            | 1–0       | DFB-Pokal                   | 69,000     |

## Estadísticas
| Competición               | Total | Ganados Bayern | Empates | Ganados 1860 |
| ------------------------- | ----- | -------------- | ------- | ------------ |
| Bundesliga                | 36    | 21             | 7       | 8            |
| Oberliga Süd              | 28    | 13             | 7       | 8            |
| Gauliga                   | 25    | 12             | 7       | 6            |
| Ligas regionales pre 1933 | 65    | 35             | 16      | 14           |
| DFB-Pokal                 | 4     | 2              | 2       | 0            |
| DFB-Ligapokal             | 2     | 2              | 0       | 0            |
| Copa de Baviera           | 2     | 0              | 0       | 2            |
| Copa del sur de Alemania  | 2     | 1              | 1       | 0            |
| Total oficial             | 164   | 86             | 40      | 38           |
| Amistosos                 | 40    | 18             | 11      | 11           |
| Total                     | 204   | 104            | 51      | 49           |